# 화산초등학교 (경기)
화산초등학교는 대한민국 경기도 화성시 송산동에 있는 공립 초등학교이다.

## 학교 연혁
- 1946.03.31 화산국민학교 개교
- 1950.02.26 제1회 졸업식
- 1984.03.01 특수학습 설치
- 1986.03.01 병설유치원 개원
- 1996.03.01 화산초등학교로 개칭
- 1998.03.23 급식소 준공 및 학교급식 실시
- 2000.05.31 병설유치원 신축 준공
- 2007.05.17 강당 준공
- 2007.06.20 도서관 개관
- 2011.09.01 제24대 윤화중 교장 부임
- 2014.02.13 제65회 졸업식
- 2015.03.01 27학급 편성(특수학급1포함), 유치원 3학급 편성

## 같이 보기
- 화산초등학교 축구단